# Goleta-polacra
Una  goleta-polacra  o  polacra-goleta  es un barco de vela de dos palos, muy parecido al bergantín-goleta pero con el palo de proa (trinquete?) de dos piezas sin cofa. El palo de proa iza velas cuadras y el de popa una cangreja (eventualmente una escandalosa).
Las vergas superiores se podían arriar desde cubierta y los marineros podían recoger las velas apoyando los pies sobre las vergas inferiores. En un bergantín cada vela había que recogerla subiendo hasta la verga correspondiente (que era fija y no se podía bajar) y apoyando los pies sobre el marchapiés que colgaba de la verga.
Una polacra-goleta necesitaba menos tripulantes que un bergantín-goleta.
Un barco famoso aparejado originalmente de polacra-goleta fue el "Maria Assumpta". Posteriormente aparejada como bergantín.